# Notas explicativas
As Notas Explicativas são complementos às demonstrações contábeis, quadros analíticos ou outras demonstrações contábeis necessárias à plena avaliação da situação e da evolução patrimonial da empresa.
A lei 6.404/76 enumera o mínimo dessas notas e induz à sua ampliação quando for necessário para o devido "esclarecimento da situação patrimonial e dos resultados do exercício". Nesse valor mínimo incluem-se a descrição dos critérios de avaliação dos elementos patrimoniais e das práticas contábeis adotadas, dos ajustes dos exercícios anteriores, reavaliações, ônus sobre ativos, detalhamento das dívidas de longo prazo, do capital e dos investimentos relevantes em outras empresas, eventos subseqüentes importantes após a data do balanço etc.